# Mepe
Mepe est une ville de la région de la Volta, au Ghana. Elle est connue pour son école secondaire technique de Saint Kizito, un établissement de deuxième cycle. Les habitants de Mepe célèbrent le festival Afenotor,.